# Хуландой
Хуландой (рос. Хуландой) — село у Шаройському районі Чечні Російської Федерації.
Населення становить 67 осіб (2019). Входить до складу муніципального утворення Хуландойське сільське поселення.

## Історія
Згідно із законом від 14 липня 2008 року органом місцевого самоврядування є Хуландойське сільське поселення.

## Населення
| 2002 | 2010 | 2012 | 2013 | 2014 | 2015 | 2016 |
| ---- | ---- | ---- | ---- | ---- | ---- | ---- |
| 27   | ↗57  | →57  | ↗58  | ↗61  | ↗66  | ↗71  |
| 2017 | 2018 | 2019 |      |      |      |      |
| ↘68  | →68  | ↘67  |      |      |      |      |